# Hōdatsushimizu (Ishikawa)
Hōdatsushimizu (宝達志水町 Hōdatsushimizu-chō?) es un pueblo localizado en la prefectura de Ishikawa, Japón. En octubre de 2019 tenía una población estimada de 12.302 habitantes y una densidad de población de 110 personas por km². Su área total es de 111,52 km².

## Geografía

### Localidades circundantes
- Prefectura de Ishikawa
  - Hakui
  - Kahoku
  - Tsubata
- Prefectura de Toyama
  - Himi
  - Takaoka

## Demografía
Según los datos del censo japonés, esta es la población de Hōdatsushimizu en los últimos años.
| 1995   | 2000   | 2005   | 2010   | 2015   |
| ------ | ------ | ------ | ------ | ------ |
| 16.409 | 15.891 | 15.236 | 14.277 | 13.174 |